# Callipseustes convergens
Callipseustes convergens là một loài bướm đêm trong họ Geometridae.